# باشگاه ورزشی سالید
باشگاه ورزشی سالید یک باشگاه فوتبال حرفه‌ای سری‌لانکایی است که در انورادهاپورا، ناحیه انورادهاپورا مستقر است. این تیم که در سال ۱۹۸۳ تأسیس شد، در لیگ قهرمانان سری‌لانکا بازی می‌کند.